# 횡성시장
횡성시장은 횡성군 횡성읍 읍상서로5번길26에 위치한 상설시장, 5일장(1, 6일)이다. 한우, 더덕, 찐빵, 토마토, 배추, 잡곡 등을 판매하고 있다.